# Norbert Schröer
Norbert Schröer (* 14. Januar 1953 in Essen) ist ein deutscher Soziologe.

## Werdegang
Nach dem Studium der Sozialpädagogik und Sozialwissenschaften an den Universitäten Bochum und Essen absolvierte Norbert Schröer ein Referendariat für das Lehramt. Er promovierte 1991 an der Fernuniversität Hagen und war danach in mehreren von der DFG und von Volkswagenstiftung geförderten Forschungsprojekten zur polizeilichen Ermittlungskommunikation und zur interkulturellen Kommunikation (immer im Zusammenhang mit der Ausdifferenzierung qualitativer Forschungsverfahren) als Wissenschaftlicher Mitarbeiter an der Fernuniversität Hagen GH und der Universität Essen (später Duisburg-Essen) tätig.
Norbert Schröer habilitierte sich 2001 an der Universität Essen im Fach Kommunikationswissenschaft. 2001 hatte er eine Gastprofessur an der Universität Wien inne. Seit 2002 ist er Dozent im Doktoratsprogramm der Wirtschaftsuniversität Wien. 2009–2013 hat er am Fachbereich Sozial- und Kulturwissenschaften der Hochschule Fulda das Fach „Empirische Sozialforschung mit dem Schwerpunkt Qualitative Methoden“ vertreten. Seit 2013 ist er im selben Fachbereich Professor für „Qualitative Methoden der empirischen Sozialforschung mit dem Schwerpunkt interkulturelle Kommunikationsforschung“ und Fragen der interkulturellen Hochschuldidaktik.
Norbert Schröer ist seit 2019 im Ruhestand.

## Publikationen

### Monographien
- Der Kampf um Dominanz. Hermeneutische Fallanalyse zur polizeilichen Beschuldigtenvernehmung. (= Materiale Soiologie. Band 1). de Gruyter, Berlin 1992.
- Verfehlte Verständigung. Kommunikationssoziologische Fallstudie zur interkulturellen Kommunikation. UVK,  Konstanz, 2002, ISBN 3-89669-803-6.
- mit Michaela Mohr und Franz Schimpel: Die Beschuldigtenvernehmung. (= Lehr- und Studienbriefe Kriminalistik/Kriminologie. 5). Verlag Deutsche Polizeiliteratur,  Hilden 2006.
- Interkulturelle Kommunikation. Einführung. Oldib, Essen 2009, ISBN 978-3-939556-10-7.

### Als Herausgeber
- mit A. Poferl, R. Hitzler und S. Kreher: Leib-Körper-Ethnographie. Erkundungen zum Leib-Sein und Körper-Haben. Oldib, Essen 2023, ISBN 978-3-910869-00-4.
- mit A. Poferl: Handbuch Soziologische Ethnographie. Springer VS, Berlin 2022, ISBN 978-3-658-26404-8.
- mit O. Bidlo, V. Keysers und M. Roslon: Facetten der Kommunikationsmacht: Stellungnahmen, Illustrationen, Anregungen. Beltz/Juventa, Weinheim 2021, ISBN 978-3-7799-6234-2.
- mit R. Hitzler und J. Reichertz: Kritik der Hermeneutischen Wissenssoziologie. Beltz/Juventa, Weinheim 2020, ISBN 978-3-7799-3957-3.
- mit A. Poferl, R. Hitzler, M. Klemm und S. Kreher: Ethnographie der Situation. Erkundungen sinnhaft eingrenzbarer Feldgegebenheiten. Eine Dokumentation der 7. Fuldaer Feldarbeitstage, 5.–6. Juli 2019. Oldib, Essen 2020, ISBN 978-3-939556-77-0.
- mit R. Hitzler, M. Klemm, S. Kreher und A. Poferl: Herumschnüffeln - aufspüren - einfühlen. Ethnographie als 'hemdsärmlige' und reflexive Praxis. Eine Dokumentation der 6. Fuldaer Feldarbeitstage, 23.–24. Juni 2017. Oldib, Essen 2018, ISBN 978-3-939556-66-4.
- mit R. Hitzler, S. Kreher und A. Poferl: Old School - New School? Zur Frage der Optimierung ethnographischer Datengenerierung. Eine Dokumentation der 5. Fuldaer Feldarbeitstage, 25.–26. Juni 2015. Oldib, Essen 2016, ISBN 978-3-939556-55-8.
- mit A. Poferl: Wer oder was handelt? Zum Subjektverständnis der hermeneutischen Wissenssoziologie. Springer VS, Wiesbaden 2015, ISBN 978-3-658-02520-5.
- mit V. Hinnenkamp, S. Kreher und A. Poferl: Lebenswelt und Ethographie. Eine Dokumentation der 3. Fuldaer Feldarbeitstage, 2.-3. Juni 2012. Oldib, Essen 2012, ISBN 978-3-939556-33-6.
- mit O. Bidlo: Die Entdeckung des Neuen. Qualitative Sozialforschung als Hermeneutische Wissenssoziologie. VS-Verlag für Sozialwissenschaften, Wiesbaden 2011, ISBN 978-3-531-17240-8.
- mit J. Reichertz: Hermeneutische Polizeiforschung. Leske + Budrich, Opladen 2002.
- mit R. Hitzler und J. Reichertz: Hermeneutische Wissenssoziologie. Standpunkte zur Theorie der Interpretation. UVK, Konstanz 1999.
- mit J. Reichertz: Qualitäten polizeilichen Handelns. Beiträge zu einer verstehenden Polizeiforschung. Westdeutscher, Opladen 1996.
- Interpretative Sozialforschung. Westdeutscher, Opladen 1994.
- mit J. Reichertz: Polizei vor Ort. Studien zur empirischen Polizeiforschung. Enke, Stuttgart 1992.